# Denis Murić
Denis Murić (Zvečan, 1999.) srbijanski je filmski, televizijski i kazališni glumac.
Rođen je 1999. u Zvečanu. Glumom se bavi od svoje četrnaeste godine, kada ga je redatelj Vuk Ršumović angažirao na filmu "Ničije dete". Studije na Fakultetu dramskih umjetnosti upisuje 2017. godine, u klasi profesorice Biljane Mašić. Studirao je s Pavlom Mensurom, sa kojim je neko vrijeme živio i vrlo su bliski prijatelji i suradnici.

## Filmografija

### Televizijske uloge
- "Toma" kao Rama (2023.)
- "Nemirni kao Zlatan (2023.)
- "Složna braća" kao Denis (2023.)
- "Složna braća: Novogodišnji specijal" kao Denis Marković (2022.)
- "Bunar" kao Juga (2022.)
- "Popadija" kao pop Gavrilo (2022.)
- "Zlatni dečko" kao Denis Marković (2022.)
- "Miss Scarlet & the Duke" kao Watts (2022.)
- "12 reči" kao Leon (2020.)
- "Močvara" kao Milutin Spasić (2020.)
- "Kalup" kao mladić (2020.)
- "Grupa" kao Vanja Novaković (2019.)
- "Ubice mog oca" kao Bane (2018.)

### Filmske uloge
- "Munje:Opet!" kao Zaječarac šegrt (2023.)
- "Indigo kristal" kao Zizi (2023.)
- "9-5" (2022.)
- "Više od života" kao Marko (2022.)
- "Glava od cigle" kao loš momak (2022.)
- "Zlatni dečko" kao Denis Marković (2022.)
- "Kidanje" kao Bokan (2021.)
- "Toma" kao Rama (2021.)
- "Ludi" kao Laki (2020.)
- "Divan dan" kao Gaša (2019.)
- "U šifonjeru" kao Stefan (2019.)
- "U krugu dvojke" (2019.)
- "Ne igraj na Engleze" (2018.)
- "Agape" kao Goran (2017.)
- "Procep" kao Lazar (2016.)
- "Enklava" kao Baskim (2015.)
- "Ničije dete" kao Pucke (2014.)

### Kazališne uloge
- "Alisa u zemlji strahova" kao Martovski zec/Pelikan/Beba (2022. Jugoslovensko dramsko pozorište)
- "64" kao Luna (2021. Atelje 212)